# Miss Amapá
Miss Amapá (também conhecido como Miss Universo Amapá) é um concurso de beleza feminino de nível estadual, realizado anualmente no Estado do Amapá. O objetivo é selecionar a melhor candidata em busca do título de Miss Brasil, único caminho para o Miss Universo. O evento é licenciado na região desde 2025 pelo produtor de eventos Alexssandro Lima. O Estado nunca obteve a vitória no nacional, o mais próximo que chegou do título foi com a paraense Priscila Winny de Oliveira ao finalizar sua participação entre as cinco finalistas do Miss Brasil 2014.

## Histórico

### Tabela de Classificação
Abaixo a performance das amapaenses no Miss Brasil.
| Posição       | Performance |
| ------------- | ----------- |
| Miss Brasil   |             |
| 2º. Lugar     |             |
| 3º. Lugar     |             |
| 4º. Lugar     |             |
| 5º. Lugar     |             |
| Finalista     | 1           |
| Semifinalista | 5           |
| Total         | 6           |

### Premiações Especiais
- Miss Simpatia: Patrícia Trindade (2006)

- Melhor Traje Típico: Carla Helena (2007)

### Coordenadores
Já estiveram a frente da competição:
- de 2007 a 2010: Patrícia Trindade (Miss Amapá 2006).

- de 2011 a 2022: Enyellen Sales (Empresária e Miss Amapá 2009). [1]

- de 2023 a 2024: Júnior Beltrão (Produtor de eventos).

- desde 2025: Alexssandro Lima (Produtor de eventos).

### Vencedoras
A candidata tornou-se Miss Brasil.
     A Miss Amapá renunciou ao título estadual.
| Ano  | Participação | Vencedoras | Representação | Colocação | Ref. |
| ---- | --- | --- | --- | --- | --- |
| 2025 | 57ª | Caroline Calderón Soares | Macapá | | [ 2 ] |
| 2024 | 56ª | Joana do Nascimento Flexa | Mazagão | | [ 3 ] |
| 2024 | | Lauanda Brito da Silva | Tartarugalzinho | | [ 4 ] |
| 2023 | 55ª | Alessandra Ohana Nery Barcellos | Macapá | Semifinalista (Top 16) | [ 5 ] |
| 2022 | 54ª | Lycia Maria Ribeiro da Costa | Macapá | | [ 6 ] |
| 2021 | 53ª | Andreina Nunes Pereira | Santana | | [ 7 ] |
| 2020 | A Miss Brasil foi indicada, portanto não houve disputa.                                                                                   | A Miss Brasil foi indicada, portanto não houve disputa.                                                                                   | A Miss Brasil foi indicada, portanto não houve disputa.                                                                                   | A Miss Brasil foi indicada, portanto não houve disputa.                                                                                   | [ 8 ] |
| 2019 | 52ª | Brenda Gomes Lazareth | Santana | | [ 9 ] |
| 2018 | 51ª | Emilay Muniz Campos b | Mazagão | | [ 10 ] |
| 2018 | | Williene Pereira de Lima | Santana | | [ 11 ] |
| 2017 | 50ª | Jéssica Helaine Pachêco | Laranjal do Jari | | [ 12 ] |
| 2016 | 49ª | Joely Teixeira de Moura | Macapá | | [ 13 ] |
| 2015 | 48ª | Daiane Moura Maciel Uchôa | Calçoene | | [ 14 ] |
| 2014 | 47ª | Priscila Winny de Oliveira | Cutias do Araguari | Finalista (Top 05) | [ 15 ] |
| 2013 | 46ª | Nataly de Oliveira Uchôa | Pedra Branca do Amapari | | [ 16 ] |
| 2012 | 45ª | Vanessa Cristina Pereira | Serra do Navio | | [ 17 ] |
| 2011 | 44ª | Josiene de Jesus Modesto | Pracuuba | | [ 18 ] |
| 2010 | 43ª | Andréia Caroline da Silva | Mazagão | | [ 19 ] |
| 2009 | 42ª | Enyellen Campos Sales | Fortaleza de São José de Macapá | | [ 20 ] |
| 2008 | 41ª | Kamila Katrine Batista | Teatro das Bacabeiras | | [ 21 ] |
| 2007 | 40ª | Carla Helena Melo Pinto | Ferreira Gomes | | [ 22 ] |
| 2006 | 39ª | Patrícia Trindade Tavares | Macapá | | [ 23 ] |
| 2005 | 38ª | Monique de Paula Houat | Macapá | | [ 24 ] |
| 2004 | 37ª | Ellen Paula Coutinho Santana | Macapá | | [ 25 ] |
| 2003 | 36ª | Adriana Raquel de Moura Xavier | Macapá | | [ 26 ] |
| 2002 | 35ª | Jorlene Lima de Jesus Modesto | Macapá | | [ 27 ] |
| 2001 | 34ª | Jakeline Almeida Amanajás | Macapá | | [ 28 ] |
| 2000 | 33ª | Alessandra Alves Resende | | | — |
| 1999 | 32ª | Luciana Alves dos Santos | | Semifinalista (Top 10) | — |
| 1998 | 31ª | Sabrina Leandra Gomes | | | — |
| 1997 | 30ª | Karolyne Christina Leite | | | — |
| 1996 | 29ª | Lalsemi Luiza Silva | | | — |
| 1995 | 28ª | Bruna Bier Grecco | | | — |
| 1994 | 27ª | Cristiane Nascimento | | Semifinalista (Top 12) | — |
| 1993 | A Miss Brasil foi indicada, portanto não houve disputa.                                                                                   | A Miss Brasil foi indicada, portanto não houve disputa.                                                                                   | A Miss Brasil foi indicada, portanto não houve disputa.                                                                                   | A Miss Brasil foi indicada, portanto não houve disputa.                                                                                   | — |
| 1992 | 26ª | Diva Maria de Oliveira Lopes | | Semifinalista (Top 12) | — |
| 1991 | O Estado não enviou candidata ao Miss Brasil 1991.                                                                                        | O Estado não enviou candidata ao Miss Brasil 1991.                                                                                        | O Estado não enviou candidata ao Miss Brasil 1991.                                                                                        | O Estado não enviou candidata ao Miss Brasil 1991.                                                                                        | — |
| 1990 | Não houve disputa nacional de Miss Brasil em 1990.                                                                                        | Não houve disputa nacional de Miss Brasil em 1990.                                                                                        | Não houve disputa nacional de Miss Brasil em 1990.                                                                                        | Não houve disputa nacional de Miss Brasil em 1990.                                                                                        | — |
| 1989 | 25ª | Kátia Cilene da Rocha | Calçoene | | — |
| 1988 | 24ª | Fabíola Souza Bordalo | | | — |
| 1987 | 23ª | Vânia Maria Fernandes | | | — |
| 1986 | 22ª | Jaciara de Souza Coutinho | | | — |
| 1985 | 21ª | Rosângela de Almeida Oliveira | | | — |
| 1984 | 20ª | Sandra Ohana de Lima Nery | | Semifinalista (Top 12) | — |
| 1983 | 19ª | Marúcia Monteiro Mendonça | | | — |
| 1982 | 18ª | Maria de Fátima Nunes Diniz | Basa Clube | | — |
| 1981 | 17ª | Antônia Barbosa Pereira | Basa Clube | | — |
| 1980 | 16ª | Regina Lúcia Sena de Almeida | Colégio Amapaense | | — |
| 1979 | 15ª | Márcia Maria Costa de Andrade | Esporte Clube Macapá | | — |
| 1978 | 14ª | Maria do Perpétuo Socorro Antunes | | | — |
| 1977 | 13ª | Elizabeth Kohler da Cunha | Associação Atlética Banco do Brasil | | — |
| 1976 | 12ª | Maria Moncherry Alexander | Associação Atlética Banco do Brasil | | — |
| 1975 | 11ª | Maria Antonieta Ferreira da Costa | Esporte Clube Macapá | | — |
| 1974 | 10ª | Maria Raimunda Natividade Pombo | Independente Esporte Clube | | — |
| 1973 | 9ª | Maria de Fátima da Silva Serrano | | | [ 29 ] |
| 1972 | 8ª | Kátia Mara Houat | Círculo Militar de Macapá | | [ 30 ] |
| 1971 | 7ª | Flora Maria Silva Cardoso | | | [ 31 ] |
| 1970 | O Estado não enviou candidata em 1967, 1968 e 1970. Em 69, Nilza Maria Pontes Macêdo disputou as preliminares, mas foi retirada da final. | O Estado não enviou candidata em 1967, 1968 e 1970. Em 69, Nilza Maria Pontes Macêdo disputou as preliminares, mas foi retirada da final. | O Estado não enviou candidata em 1967, 1968 e 1970. Em 69, Nilza Maria Pontes Macêdo disputou as preliminares, mas foi retirada da final. | O Estado não enviou candidata em 1967, 1968 e 1970. Em 69, Nilza Maria Pontes Macêdo disputou as preliminares, mas foi retirada da final. | O Estado não enviou candidata em 1967, 1968 e 1970. Em 69, Nilza Maria Pontes Macêdo disputou as preliminares, mas foi retirada da final. |
| 1969 | O Estado não enviou candidata em 1967, 1968 e 1970. Em 69, Nilza Maria Pontes Macêdo disputou as preliminares, mas foi retirada da final. | O Estado não enviou candidata em 1967, 1968 e 1970. Em 69, Nilza Maria Pontes Macêdo disputou as preliminares, mas foi retirada da final. | O Estado não enviou candidata em 1967, 1968 e 1970. Em 69, Nilza Maria Pontes Macêdo disputou as preliminares, mas foi retirada da final. | O Estado não enviou candidata em 1967, 1968 e 1970. Em 69, Nilza Maria Pontes Macêdo disputou as preliminares, mas foi retirada da final. | O Estado não enviou candidata em 1967, 1968 e 1970. Em 69, Nilza Maria Pontes Macêdo disputou as preliminares, mas foi retirada da final. |
| 1968 | O Estado não enviou candidata em 1967, 1968 e 1970. Em 69, Nilza Maria Pontes Macêdo disputou as preliminares, mas foi retirada da final. | O Estado não enviou candidata em 1967, 1968 e 1970. Em 69, Nilza Maria Pontes Macêdo disputou as preliminares, mas foi retirada da final. | O Estado não enviou candidata em 1967, 1968 e 1970. Em 69, Nilza Maria Pontes Macêdo disputou as preliminares, mas foi retirada da final. | O Estado não enviou candidata em 1967, 1968 e 1970. Em 69, Nilza Maria Pontes Macêdo disputou as preliminares, mas foi retirada da final. | O Estado não enviou candidata em 1967, 1968 e 1970. Em 69, Nilza Maria Pontes Macêdo disputou as preliminares, mas foi retirada da final. |
| 1967 | O Estado não enviou candidata em 1967, 1968 e 1970. Em 69, Nilza Maria Pontes Macêdo disputou as preliminares, mas foi retirada da final. | O Estado não enviou candidata em 1967, 1968 e 1970. Em 69, Nilza Maria Pontes Macêdo disputou as preliminares, mas foi retirada da final. | O Estado não enviou candidata em 1967, 1968 e 1970. Em 69, Nilza Maria Pontes Macêdo disputou as preliminares, mas foi retirada da final. | O Estado não enviou candidata em 1967, 1968 e 1970. Em 69, Nilza Maria Pontes Macêdo disputou as preliminares, mas foi retirada da final. | O Estado não enviou candidata em 1967, 1968 e 1970. Em 69, Nilza Maria Pontes Macêdo disputou as preliminares, mas foi retirada da final. |
| 1966 | 6ª | Rita de Cássia Fernandes a | Diários Associados | | [ 33 ] |
| 1965 | O Estado não enviou candidata em 64 e 65.                                                                                                 | O Estado não enviou candidata em 64 e 65.                                                                                                 | O Estado não enviou candidata em 64 e 65.                                                                                                 | O Estado não enviou candidata em 64 e 65.                                                                                                 | O Estado não enviou candidata em 64 e 65.                                                                                                 |
| 1964 | O Estado não enviou candidata em 64 e 65.                                                                                                 | O Estado não enviou candidata em 64 e 65.                                                                                                 | O Estado não enviou candidata em 64 e 65.                                                                                                 | O Estado não enviou candidata em 64 e 65.                                                                                                 | O Estado não enviou candidata em 64 e 65.                                                                                                 |
| 1963 | 5ª | Thêmis Kohler da Cunha | Saci Esporte Clube | | [ 34 ] |
| 1962 | 4ª | Raimunda Mendes Pachêco | Santana Esporte Clube | | [ 35 ] |
| 1961 | O Estado não enviou candidata neste ano.                                                                                                  | O Estado não enviou candidata neste ano.                                                                                                  | O Estado não enviou candidata neste ano.                                                                                                  | O Estado não enviou candidata neste ano.                                                                                                  | O Estado não enviou candidata neste ano.                                                                                                  |
| 1960 | 3ª | Glória Maria Celso Portugal | | | [ 36 ] |
| 1959 | 2ª | Dalva Marinho Monteiro Nunes | Santana Esporte Clube | | [ 37 ] |
| 1958 | 1ª | Ilma da Silva Dias | Amapá Clube | | [ 38 ] |
| 1957 | O Amapá só entrou na disputa em 1958. | O Amapá só entrou na disputa em 1958. | O Amapá só entrou na disputa em 1958. | O Amapá só entrou na disputa em 1958. | O Amapá só entrou na disputa em 1958. |
| 1956 | O Amapá só entrou na disputa em 1958. | O Amapá só entrou na disputa em 1958. | O Amapá só entrou na disputa em 1958. | O Amapá só entrou na disputa em 1958. | O Amapá só entrou na disputa em 1958. |
| 1955 | O Amapá só entrou na disputa em 1958. | O Amapá só entrou na disputa em 1958. | O Amapá só entrou na disputa em 1958. | O Amapá só entrou na disputa em 1958. | O Amapá só entrou na disputa em 1958. |
| 1954 | O Amapá só entrou na disputa em 1958. | O Amapá só entrou na disputa em 1958. | O Amapá só entrou na disputa em 1958. | O Amapá só entrou na disputa em 1958. | O Amapá só entrou na disputa em 1958. |

#### Observações
1. Não são naturalmente do Estado, as seguintes misses:
  1. Rita Fernandes (1966) é de Campos dos Goytacazes, Rio de Janeiro;
  2. Elizabeth Kohler (1977) é de Manaus, Amazonas;
  3. Priscila Winny (2014) é de Parauapebas, Pará;